# 제로드 다이슨
제로드 마텔 다이슨(Jarrod Martel Dyson, 1984년 8월 15일 ~ )은 미국의 프로 야구 선수로 메이저 리그 베이스볼의 캔자스시티 로열스를 위하여 중견수를 맡고 있다.  그는 이전에 메이저 리그에서 로열스, 시애틀 매리너스, 애리조나 다이아몬드백스, 피츠버그 파이리츠와 시카고 화이트삭스를 위하여 활약하였다.
다이슨은 사우스웨스트 미시시피 커뮤니티 칼리지의 밖으로 2006년 메이저 리그 베이스볼 드래프트의 1475번째 순위와 50번째 라운드에서 로열스에 의하여 선발되었다.  그는 2010년 9월 7일 자신의 메이저 리그 데뷔를 하였다.

## 아마추어 경력
미시시피주 매콤에서 태어나 자라온 다이슨은 매콤 고등학교를 다니면서 야구와 러닝백으로서 미식축구에 출연하였다.  매콤에서 다이슨은 올디비전 영예들을 얻었으나 자신의 약간의 신장 때문에 가장 많은 스카우트들에 의하여 통과되었다.  다이슨은 후에 사우스웨스트 미시시피 커뮤니티 칼리지에서 수학하였다.  거기서 다이슨은 7개의 3루타와 함께 싱글 시즌 기록을 동점매기고 47개의 득점과 함께 기록을 세웠다.

## 프로 경력

### 마이너 리그 경력
다이슨은 2006년 아마추어 드래프트의 50번째 라운드, 전체 1475번째 순위에서 로열스에 의하여 선발되었다.  그는 5천 달러를 위하여 팀과 계약을 맺었다.  그해 자신의 프로 경력을 시작한 다이슨은 AZL 로열스를 위하여 활약하였고, 51개의 경기에서 무홈런과 19개의 도루와 함께 .273 점을 쳤다.  그는 2007년 전체 벌링턴 비스를 위하여 10개의 경기에서 활약하여 .270 점을 쳤다.
그는 윌밍턴 블루 록스와 함께 2008년을 보내며 93개의 경기에서 39개의 도루와 함께 .260 점을 쳤다.  그는 비스 (17개의 경기)와 노스웨스트 아칸소 내추럴스 (63개의 경기) 사이에 2009년 시즌을 갈라놓아 46개의 도루와 함께 합쳐진 .276 점을 쳤다.  그는 마이너 리그에서 2010년을 시작하여 AZL 로열스, 블루 록스, 내추럴스와 오마하 로열스 사이에 시즌을 갈라놓았다.  그는 71개의 경기에서 24개의 도루와 함께 .299 점을 쳤다.

### 캔자스시티 로열스

#### 2010년
2010년 9월 메이저 리그로 처음으로 소집된 다이슨은 캔자스시티 로열스에 입단하여 중견수에서 어떤 활약 시간을 얻었다.  그는 18개의 경기를 활약하여 57개의 타석에서 9개의 도루와 함께 .211/.286/.404 점을 쳤다.  그는 2011년 팀을 스프링 트레이닝의 외부로 만들어 전문적인 대주자의 역할을 택하였다.

#### 2011년
멜키 카브레라가 중견수에서 브레이크아웃 시즌을 가지면서 다이슨은 시즌의 다수를 트리플 A에서 보냈다.  메이저 리그에서 있었을 때 그는 빌리 버틀러와 브라이안 페냐를 위한 늦은 이닝의 대주자로 지냈다.  다이슨은 44개의 타석에서 .205/.308/.227 점을 쳐 11개의 도루를 이루었다.  마이너 리그에서 그는 그해 83개의 마이너 리그 경기에서 38개의 도루와 함께 .279 점을 쳤다.

#### 2012년
로열스는 원래 자신들의 출발 중견수로서 로렌조 케인을 가졌지만 다이슨은 케인에게 생긴 부상들의 결과로서 상당한 활약 시간을 얻었다.
102개의 경기에서 다이슨은 .260의 타구 평균으로 이끈 292개의 타석에서 76개의 안타와 함께 2012년 시즌을 끝냈다.  그는 또한 9개의 타점, 8개의 2루타, 5개의 3루타, 30개의 볼넷, 52개의 매긴 득점과 30개의 도루를 가졌으며 더욱 나거서 자신의 속력과 주루 재능을 강조하였다.  그는 그해 마이너 리그 오마하 스톰 체이서스와 15개의 경기를 보내기도 하였으며 7개의 도루와 함께 .333 점을 쳤다.

#### 2013년
2013년 다이슨은 34개의 도루와 함께 경력 최고 기록을 세우고 .258/.326/.366 점의 사선을 가졌다.

#### 2014년
2014년 스프링 트레이닝에서 다이슨은 한번 잡히지 않은 동안 10개와 함께 도루에서 메이저 리그를 위하여 동점을 매겼다.  그는 36개의 도루와 함께 아메리칸 리그에서 3위를 위하여 동점이 된 정규 시즌을 끝냈다.  그는 가끔 늦은 이닝 대주자와 방어적인 대리 선수로서 이용되어 로렌조 케인이 아오키 노리치카의 자리를 차지하는 우익수로 옮기려고 한 동안 중견수에서 차지하였다.  그는 경력 사상 120개의 경기에서 활약하고, 당시 타구 평균 (.269)와 타점 (24)에서 경력 사상 기록들을 가졌다.  그의 .269의 타구 평균은 한해에 그의 두번째로 최고의 총수로서 서있다.

#### 2015년
2015년 1월 28일 로열스와 다이슨은 1천 2백 2십만 5천 달러를 위한 1년 계약으로 동의하면서 중재를 피하였다.  로열스의 4번째 외야수로 기대되었던 다이슨은 또한 350개의 본루 출연에 도달로 2만 5천 달러와 만약 자신이 올스타 게임으로 선택되었다면 5만 달러를 만들 수 있었다.  그는 .250/.311/.380 점의 사선을 타구하였다.
그해 다이슨은 뉴욕 메츠를 상대로 2015년 월드 시리즈에서 중요한 역할을 하였다.  로열스는 월드 시리즈의 5번째 경기에서 3개의 경기에서 1개로 올라가 있었다.  12번째 이닝에서 로열스와 메츠는 서로 2개의 득점에서 동점이 매겨졌다.  우익수로 1루타가 있던 후에 자신의 속력으로 알려진 다이슨은 살바도르 페레스를 위하여 대주자로 나섰다.  다이슨은 2루를 도루하기 시작하였다.  알렉스 고든이 1루에 착수하였을 때 다이슨은 3루에 갔다.  그러고나서 크리스티안 콜론은 로열스를 그들의 경기의 첫 선두를 준 다이슨이 본루에 도달하는 데 허용한 좌익으로 1루타를 쳤다. 로열스는 총 5개의 득점과 함께 이닝을 끝내 경기를 7 대 2로 우승하여 월드 시리즈 우승 팀이 되었다.

#### 2016년
2016년 시즌의 시작에 대비하여 다이슨과 파울루 오를랑두는 로열스가 스프링 트레이닝에서 경연 개막을 위하여 계획들을 공고하였어도 우익수에서 다른 선수와 교대로 지켜지는 것으로 가장 숙고되었다.  7월 18일 다이슨은 클리블랜드 인디언스를 상대로 그랜드슬램을 쳤다.  그 일은 그의 경력의 처음이었다.  그해 그는 299개의 타석을 가로질러 83개의 안타와 함께 107개의 경기에서 활약하였다.  당연히 14개는 2루타, 그리고 8개는 3루타였으며 그해 각각 그의 경력의 최고 총수로 지내왔다.  그는 .278/.340/.388 점의 사선을 타구하였고, 30개의 도루를 이루었다.

### 시애틀 매리너스
2017년 1월 6일 다이슨은 네이트 칸스를 위하여 시애틀 매리너스로 이적되었다.
그해 9월 11일 다이슨이 골반 수술을 받아 그의 시즌을 끝낼 것으로 공고되었다.  2017년 111개의 경기에서 다이슨은 28개의 도루, .251의 타구 평균, 5개의 홈런과 30개의 타점과 함께 끝냈다.

### 애리조나 다이아몬드백스

#### 2018년
2018년 2월 19일 애리조나 다이아몬드백스는 다이슨을 2년과 7.5 백만 달러를 위하여 계약하였다.  다이아몬드백스와 함께 그의 첫 시즌은 그가 장애자 명단에 여러 차례 있었고, 67개의 경기에서 .282의 출루율과 .257의 장타율과 경력 최저의 .189 점을 치면서 어려웠던 것으로 증명하였다.  그는 9월 6일 시즌에 제외되었다.

#### 2019년
2019년 그는 400개의 타석에서 .230/.313/.320 점을 타구하였다.

### 피츠버그 파이리츠
2020년 2월 13일 다이슨은 피츠버그 파이리츠와 함께 1년, 2백만 달러의 계약을 맺었다.

### 시카고 화이트삭스
2020년 8월 28일 다이슨은 국제 사이닝 보너스 풀 현금을 위한 교환에서 시카고 화이트삭스로 이적되었다.
2020년 시즌에 2개의 팀들 사이에 다이슨은 61개의 타석에서 무홈런과 5개의 타점과 함께 .180/.231/.180 점을 타구하였다.

### 로열스와 두번째 병역
2021년 3월 2일 다이슨은 로열스와 1년, 1.5 백만 달러의 계약을 맺었다.

## 연도별 타격 성적
| 연 도     | 소 속     | 경 기 | 타 석 | 타 수 | 득 점 | 안 타 | 2 루 타 | 3 루 타 | 홈 런 | 루 타 | 타 점 | 도 루 | 도 루 자 | 희 생 번 | 희 생 플 | 볼 넷 | 고 4 | 사 구 | 삼 진 | 병 살 타 | 타 율 | 출 루 율 | 장 타 율 | O P S |
| --------- | --------- | ----- | ----- | ----- | ----- | ----- | ------- | ------- | ----- | ----- | ----- | ----- | -------- | -------- | -------- | ----- | ---- | ----- | ----- | -------- | ----- | -------- | -------- | ----- |
| 2010년    | KC        | 18    | 65    | 57    | 11    | 12    | 4       | 2       | 1     | 23    | 5     | 9     | 1        | 2        | 0        | 6     | 0    | 0     | 16    | 2        | .211  | .286     | .404     | .689  |
| 2011년    | KC        | 26    | 53    | 44    | 8     | 9     | 1       | 0       | 0     | 10    | 3     | 11    | 1        | 1        | 1        | 7     | 0    | 0     | 14    | 0        | .205  | .308     | .227     | .535  |
| 2012년    | KC        | 102   | 330   | 292   | 52    | 76    | 8       | 5       | 0     | 94    | 9     | 30    | 5        | 4        | 3        | 30    | 1    | 1     | 56    | 5        | .260  | .328     | .322     | .650  |
| 2013년    | KC        | 87    | 239   | 213   | 30    | 55    | 9       | 4       | 2     | 78    | 17    | 34    | 6        | 3        | 1        | 21    | 1    | 1     | 45    | 4        | .258  | .326     | .366     | .692  |
| 통산：4년 | 통산：4년 | 233   | 687   | 606   | 101   | 152   | 22      | 11      | 3     | 205   | 34    | 84    | 13       | 10       | 5        | 64    | 2    | 2     | 131   | 11       | .251  | .322     | .338     | .660  |

- 2013시즌 종료 기준.

## 참조
1. ↑  “Jarrod Dyson Statistics and History” (영어). baseballreference. 2015년 3월 10일에 확인함.